# Winton C. Hoch
Winton C. Hoch (* 31. Juli 1905 in Storm Lake, Iowa; † 20. März 1979 in Santa Monica, Kalifornien) war ein US-amerikanischer Kameramann.

## Leben
Vor seiner Karriere im Filmgeschäft studierte Hoch an dem California Institute of Technology und machte dort 1931 seinen Abschluss in Physik. Im Jahre 1934 wurde er Mitarbeiter der Technicolor-Corporation, arbeitete als Linsen-Techniker und half bei der Entwicklung des sogenannten 3-Farben-Druck mit.
Während des Zweiten Weltkriegs arbeitete Hoch in den Jahren 1941 bis 1944 für die United States Navy im sogenannten Photographic Science Laboratory. Seine ersten Erfahrungen als Kameramann sammelte er Mitte der 1930er Jahre.
1948 wirkte er an dem Historienfilm Johanna von Orleans mit und wurde 1949 hierfür erstmals mit dem Oscar in der Kategorie Beste Kamera ausgezeichnet. Im gleichen Jahr drehte er mit Spuren im Sand seinen ersten Film mit dem Regisseur John Ford.
Bereits 1940 hatte Hoch bei den Academy Awards die Auszeichnung mit dem Technical Achievement Award erhalten. Diese Ehre wurde ihm zuteil auf Grund von seinen "important contributions in cooperative development of new improved Process Projection Equipment: for an auxiliary optical system.". 1949 drehte er zusammen mit Ford den Western Der Teufelshauptmann und im Jahr darauf erhielt Hoch für diesen seinen zweiten Oscar. Seine dritte Trophäe gewann er 1953 für sein Mitwirken an Der Sieger, ebenfalls ein von John Ford inszenierter Film.
In den 1960er Jahren begann Hoch mit dem Regisseur und Produzenten Irwin Allen zusammenzuarbeiten. Zunehmend arbeitete er für das Fernsehen und war so Kameramann für 50 Episoden der Serie Die Seaview – In geheimer Mission und der kompletten Serie Time Tunnel, die beide von Allen produziert wurden. Zu Lebzeiten drehte Hoch seinen letzten Film 1972. Posthum wurde 1982 der Film Aliens from Another Planet im Fernsehen aufgeführt, Irwin Allen war als Regisseur beteiligt. Hierbei handelt es sich jedoch um einen Zusammenschnitt mehrerer Episoden der Serie Die Seaview – In geheimer Mission.

## Filmografie (Auswahl)
- 1940: Dr. Zyklop (Dr. Cyclops) als Abteilungsleiter Kameratechnik mit Henry Sharp
- 1941: Der Drache wider Willen (The Reluctant Dragon)
- 1941: Dive Bomber
- 1948: Ein Champion zum Verlieben (So Dear to My Heart)
- 1948: Johanna von Orleans (Joan of Arc)
- 1948: Spuren im Sand (3 Godfathers)
- 1948: Tal der Leidenschaften (Tap Roots)
- 1949: Tulsa
- 1949: Der Teufelshauptmann (She wore a yellow ribbon)
- 1950: Zweikampf bei Sonnenuntergang (The Sundowners)
- 1951: Okinawa (Halls of Montezuma)
- 1951: Insel der zornigen Götter (Bird of Paradise)
- 1952: Der Sieger (The Quiet Man)
- 1953: Feuerkopf von Wyoming (The Redhead from Wyoming)
- 1953: Rückkehr ins Paradies (Return to Paradise)
- 1955: Keine Zeit für Heldentum (Mister Roberts)
- 1956: Der schwarze Falke (The Searchers)
- 1957: Düsenjäger (Jet Pilot)
- 1958: The Missouri Traveler
- 1959: Land ohne Gesetz (The Young Land)
- 1959: Diese Erde ist mein (This Earth Is Mine)
- 1959: Das Geheimnis der verwunschenen Höhle (Darby O’Gill and the Little People)
- 1959: Die Welt der Sensationen (The Big Circus)
- 1960: Versunkene Welt (The Lost World)
- 1961: Unternehmen Feuergürtel (Voyage to the Bottom of the Sea)
- 1962: Die siegreichen Drei (Sergeants 3)
- 1962: 5 Wochen im Ballon (Five Weeks in a Balloon)
- 1964: Notlandung im Weltraum (Robinson Crusoe on Mars)
- 1968: Die grünen Teufel (The Green Berets)
- 1972: Horror Attack (Necromancy)

## Quelle
- Biografie auf www.filmreference.com